# 越南共和國第3步兵師
第3師是隸屬於越南共和國陸軍（南越陸軍）第1軍的一支師級步兵戰鬥單位，任務轄區是南越中部最北端地區。
該師的總部位於廣義市，在非軍事區以南300公里左右。